# Höhlenbrüter

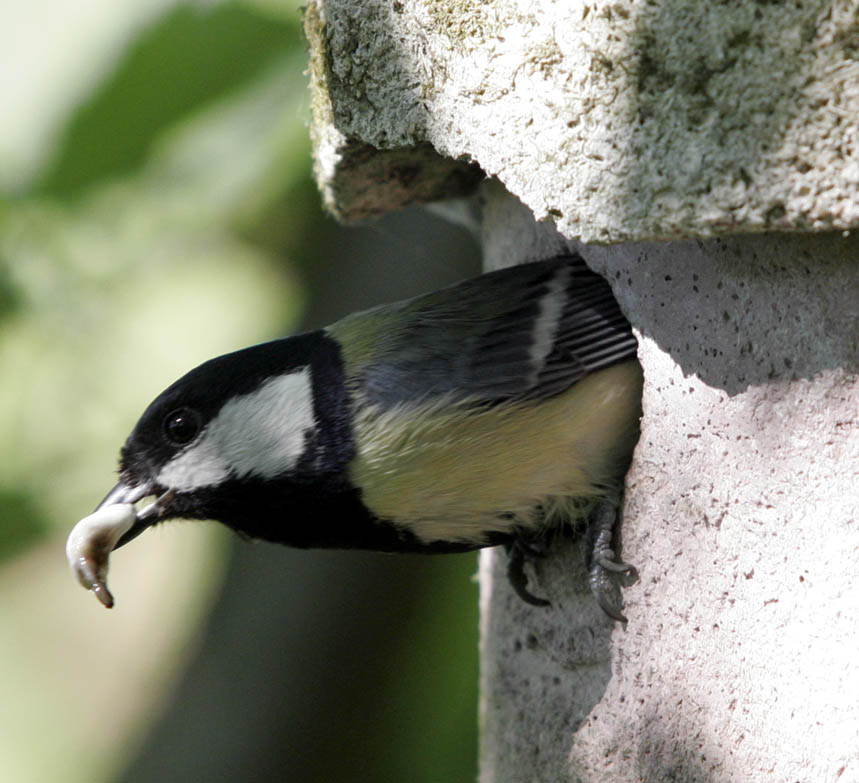
Kohlmeise verlässt die Bruthöhle mit Kotpaket eines Nestlings

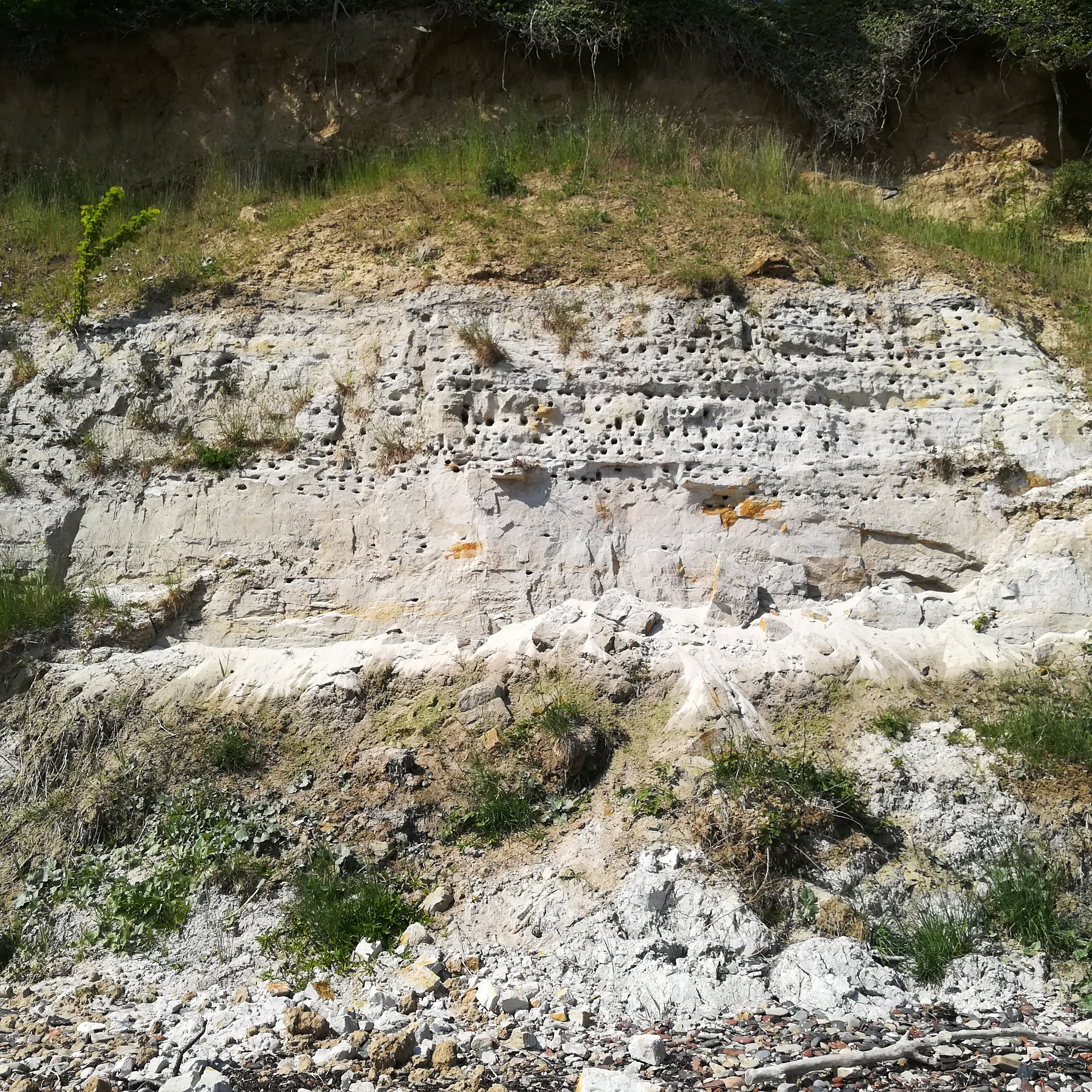
Höhlen der Uferschwalbe in mesozoischen Kalksteinen auf Bornholm. Auffällig ist die schichtgebundene Verteilung der Höhlen.

Höhlenbrüter sind Vögel, die ihre Nester in Höhlungen bauen. Sie werden traditionell den Offenbrütern oder Halbhöhlenbrütern gegenübergestellt. Es handelt sich bei Höhlenbrüter nicht um einen im engeren, wissenschaftlichen Sinne ornithologisch systematisierenden Begriff.

## Primäre und sekundäre Nisthöhlen
Höhlen werden je nach Vogelart in morschen Baumstämmen, am Steilufer oder an Steilwänden eigens angelegt, anschließend für Eiablage und Brut genutzt. Beispiele für solche primären Höhlenbrüter sind die Buntspechte und verwandte Spechtarten als Baumbrüter und die Uferschwalbe als Erdhöhlenbrüter. (Der Wendehals ist der einzige Specht, der seine Bruthöhle nicht selbst in Baumstämme meißelt.)
Oft  werden bereits vorhandene Höhlungen in Bäumen, Felsspalten, Mauerlöchern und Erdhöhlen besetzt und als Nistplatz verwendet. Vogelarten, die solche Nischen und Hohlräume nutzen, sind sogenannte sekundäre Höhlenbrüter. Bekannte Vertreter sind in Deutschland beispielsweise die Kohlmeise oder der Kleiber. Zu den Höhlenbrütern zählen auch tropische Nashornvögel, darunter die afrikanischen Tokos.
Bruthöhlen in einem Baumstamm sind meist oval geformt und erstrecken sich vom Einflugloch abwärts. Bruthöhlen, die etwa von der Uferschwalbe oder Bienenfressern an Abhängen angelegt werden, sind üblicherweise tunnelförmig und verlaufen als Röhre meist waagerecht.
Sekundäre Höhlenbrüter passen eine vorgefundene Baumhöhle oder einen Felsspalt ihren Bedürfnissen an. So verkleistert der Kleiber (Sitta europaea) das zu große Einflugloch einer Spechthöhle zum Beispiel mit lehmhaltigen Erdkügelchen, und Felsenkleiber (Sitta neumayer) konstruieren auf diese Weise eine Art Vorbau samt Einflugloch.
Auch die Bauten von Säugetieren, Ameisen und Termiten dienen manchen Vogelarten als Nistort. So siedelt die Brandgans in Kaninchenbauten, indo-australische Eisvogelarten brüten in Bauten von Baumtermiten, während der Paradiessittich, ein australischer Papagei, in Bauten von Erdtermiten geht.

## Nisthöhle statt freistehendem Nest
Viele Vogelnester sind nach oben offen und müssen vor Nesträubern aus der Luft und vom Boden aus geschützt werden. Andere stehen als Bodennest in der Reichweite von Hauskatzen. Zwar leeren Eichhörnchen und geschickt kletternde Waschbären auch Baumhöhlen mit Eiern und Jungvögeln, aber der Nachwuchs von Höhlenbrütern ist insgesamt vor Feinden sicherer. Auch extremen Witterungseinflüssen ist die Brut in Nisthöhlen weniger stark ausgesetzt als in freistehenden, oft filigran geflochtenen Nestern.

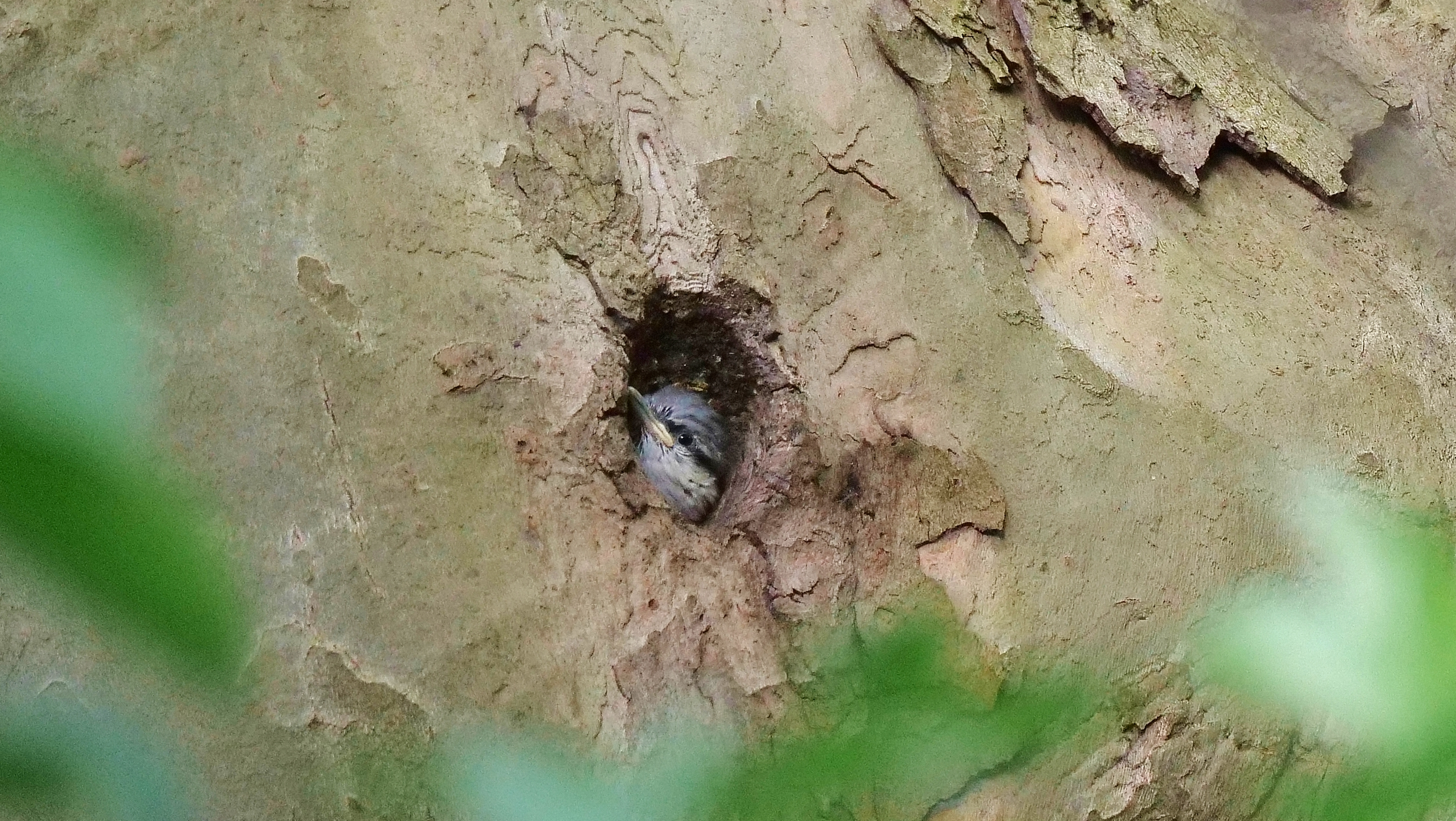
Jungvogel des Kleibers (Sitta europaea) in der Nisthöhle

In der Nisthöhle sind die Jungen und der brütende Altvogel stark – und bei den Tokos fast vollständig – von der Umwelt abgeschottet. Die Fütterung der Jungvögel ist teils erschwert. Denn bei der Futterübergabe verschwinden die Altvögel zunächst vollständig in der Höhle, obwohl die Jungen von Beginn an ihren Hals hochstrecken, sobald sie die Annäherung eines Altvogels bemerken. Später erscheint der Schnabel beziehungsweise der Kopf der Jungvögel im Einflugloch, wenn sich ein Altvogel nähert, sie hungrig oder neugierig sind.

## Künstliche Nistangebote
Stehen natürliche Höhlungen nicht oder nur in nicht ausreichender Zahl zur Verfügung, kann man einigen Höhlenbrüter-Arten durch das Aufhängen von Nistkästen eine geeignete Nistmöglichkeit bieten. Zu diesen Vogelarten gehören neben vielen anderen fast alle Meisenarten, beispielsweise Kohlmeise und Blaumeise, der Kleiber, der Star, Haus- und Feldsperling, Trauer- und Halsbandschnäpper und der Gartenrotschwanz, der aber auch als sogenannter Nischenbrüter anzutreffen ist.
Weitere in Eurasien vorkommende Höhlenbrüter sind Gänsesäger, Schellente, Spatelente, Brandgans, Rostgans, Hohltaube, Wiedehopf, Blauracke, Bienenfresser, Eisvogel, Mauersegler, Uferschwalbe sowie einige Eulenarten, etwa Waldkauz, Steinkauz, Raufußkauz und Sperlingskauz.

## Nisthöhlen bei Insekten
Ähnlich wie bei den Vögeln wird auch bei einigen staatenbildenden Insekten der Ordnung Hautflügler von Höhlenbrütern, sogenannten „Dunkelhöhlennistern“ gesprochen. Dies sind beispielsweise Westliche Honigbiene, Östliche Honigbiene, Hummeln, Hornissen, Deutsche Wespe und Gemeine Wespe.